# Aldo Kaiser
Aldo Ceballos Kaiser (San Guillermo, Santa Fe, 22 de septiembre de 1927-Buenos Aires, Argentina; 11 de abril de 2019) fue un actor de cine, radio, teatro y televisión argentina de larga trayectoria.

## Trayectoria
Kaiser es un actor de reparto que cubrió roles en la tablas porteñas y en la pantalla tanto chica como grande argentina, caracterizado por su versatilididad. Nacido en Santa Fe, se mudó de muy chico a Buenos Aires donde estudió y perfeccionó su profesión de actor.
Se inició en el teatro como en la pantalla grande junto al gran capocómico José Marrone. En teatro fue en 1956 integrando la compañía de Pepe en la obra Cristóbal Colón en la Facultad de Medicina, estrenada en el Teatro Cómico. Y, en cine, con Rebelde con causa (1961) bajo la dirección de Antonio Cunill (h). En la década del '60 trabajó en la compañía cómica del actor y director Germán Ziclis, junto con actores como José María Pedroza, Graciela Pal, Gloria Ferrandiz, Carmen Pla y Pablo Palitos.
En cine participó en otros filmes más como María M. (1964) y Yo gané el prode... y Ud.? (1973) junto a un elenco juvenil en el que se encontraban Adrián Ghio, Mónica Jouvet y Erika Wallner. Se despidió con ¡Quiero besarlo Señor! en el '73, dirigida por Hugo Moser con Guillermo Bredeston y Soledad Silveyra.
Para la televisión intervino en decenas de comedias, tiras dramáticas y ficciones junto a eximios actores de la escena argentina, muchas de ellas con labores principales.
Participó en obras teatrales con famosos como Lía Gravel, Vicente Formi, Mónica Grey, Juanita Martínez, Jorge Luz, Pedro Buchardo, Pierina Dealessi, Margarita Padín, Jorge Barreiro Olga Berg, Tina Helba, Elena Lucena, Adriana Brodsky, Nora Cullen Joe Rigoli, Norma Pons, Susana Romero, Stella Maris Closas, Virginia Lago, Germán Krauss, entre otros.
En radio estuvo en ciclos como La radio en el teatro por Radio Provincia (AM 1270) con el que presentó obras como Tres momentos de amor, Un tallo de jacarandá, La amante y La noche de los hipócritas; y el ciclo Radioteatro para aplaudir emitido por Argentores.
El 27 de agosto de 2012, en el Teatro Tabarís, la Fundación SAGAI le entregó el premio «Reconocimiento a la Trayectoria 2012» a figuras del medio audiovisual mayores de 80 años.

## Fallecimiento
El actor Aldo Kaiser falleció el 11 de abril de 2019 debido a complicaciones naturales en su salud. Tenía 91 años.

## Filmografía
- 1973: ¡Quiero besarlo Señor!
- 1973: Yo gané el prode... y Ud.?
- 1964: María M.
- 1961: Rebelde con causa.[6]

## Televisión
- 2013: Historias de corazón, ep. Ausencias temporales.
- 2006/2007: La ley del amor.
- 1996: Son cosas de novela.
- 1992: Fiesta y bronca de ser joven.
- 1986: El hombre que amo.
- 1983: Las 24 horas.
- 1982/1983: Silencio de amor.
- 1982: El ciclo de Guillermo Bredeston y Nora Cárpena.
- 1980/1981: Estación Terminal.
- 1980: Sueño de libertad,
- 1973: Platea 7.
- 1971: Una luz en la ciudad.
- 1970: Lucía Sombra.
- 1968/1973: Viernes de Pacheco.
- 1966/1967: Los hermanos.
- 1963: Teleteatro Palmolive-Colgate del aire.

## Radio
- Tres momentos de amor
- Un tallo de jacarandá
- La amante
- La noche de los hipócritas
- Juan Moreira
- El conventillo de los sueños
- Los sucedidos del lobizón Mondá
- Alma de venganza
- La abuela del yaguareté
- El pombero

## Teatro
- Huellas de tinta (las marcas de un Siglo) (2010)[7]
- Hoy No, Cecilia (2009)
- Sera trolo mi marido? (2008)
- Alma de venganza (2008)
- Tal como somos! (2005)
- Extraño Clan (1985)
- La canción de los barrios (1984)
- La Piaf (1983/1986)
- Fray Mocho del 900 (1975)
- San Telmo, tango y fantasma (1971)
- Recuerdo del viejo Buenos Aires (1969)
- El charlatán de Venecia (1968)
- Espiritismo en la nueva casa (1967)
- Jubilación en trámite (1965)
- La dama de las camelias (1964)
- Locas por el biógrafo (1963)
- Coqueluche (1962)
- El rosal de las ruinas
- El sí de las niñas
- Muchachas del tiempo aquel
- El baúl de los disfraces (961)
- Detective (1960)
- Se Necesita un Hombre con Cara de Infeliz (1956)
- Cristóbal Colón en la Facultad de Medicina (1956)
- Miguelito Faringola Boxeador por Carambola (1953), con José Marrone, Juanita Martínez, Pepita Muñoz, Félix Mutarelli, Pancho Romano y Oscar Valicelli.